# Stilleven met zwarte klok
Nature morte à la pendule noire (Nederlands: Stilleven met zwarte klok), kortweg La pendule noire, is een schilderij van de Franse impressionistische kunstschilder Paul Cézanne, geschilderd tussen 1869 en 1870, 56,2 × 74,3 centimeter groot. Het toont een sober, strak stilleven met als centraal object een massieve zwarte pendule. Het schilderij bevindt zich thans in particulier bezit.

## Context
Cézanne maakte van alle grote Franse impressionisten uit het einde van de negentiende eeuw verreweg de meeste stillevens. Hij zag het als een soort van privéactiviteit die uitstekend paste bij zijn enigszins introverte persoonlijkheid. Via het zorgvuldig arrangeren en schikken van voorwerpen en het daarop volgende proces van herscheppen, bood het hem de mogelijkheid om realistische basisprincipes samen te brengen met zijn eigen creatieve ideeën. Het gaf hem een gevoel van regie over de werkelijkheid. 'Hij was vrij om zich toe te leggen op wat in de hiërarchie van de schilderkunst als het nederigste genre geldt en wist dat uiteindelijk te transformeren tot een paradigma van de moderne kunst', schrijft kunsthistoricus James Rubin daarover.
Nature morte à la pendule noire is naar alle waarschijnlijkheid geschilderd in het huis van Cézannes vriend de schrijver Émile Zola. Dit valt af te leiden uit een aantal voorwerpen die ook voorkomen op een tweetal portretten van Zola in diens woning, waaronder een van Édouard Manet. Het schilderij werd waarschijnlijk ook in opdracht van Zola gemaakt en zou in elk geval tot aan diens dood in het bezit van de schrijver blijven en in de salon van zijn woning prijken (en niet op diens zolder liggen, als een aantal andere van zijn werken, zoals Cézannes biograaf Danchev enigszins cynisch schrijft). Na de dood van Zola werd het schilderij in 1903 geveild, samen met acht andere werken van Cézanne. Het bevond zich daarna onder andere nog in de kunstcollecties van acteur Edward G. Robinson en de Griekse reder Stavros Niarchos.

## Afbeelding
Nature morte à la pendule noir toont een aantal voorwerpen op de rand van een schoorsteenmantel, sober en zorgvuldig gearrangeerd in een ritme van horizontale en verticale belijningen. De spullen wijzen op een zekere luxe. Direct in het oog springt de massieve, tegen de achtergrond van een spiegel weergegeven zwarte klok, die bijna dreigend uittorent boven het vele wit van het bijna sculpturaal gedrapeerde linnen tafelkleed. De vaas is leeg, het verfijnde kopje lijkt vergeten. In het midden ligt een half afgedekte citroen. De pijp en beschilderde Japanse inktpot van Zola bevinden zich duidelijk op de achtergrond en in rust. De grote roze schelp links ligt er als een soort van 'Fremdkörper' naast.
Kenners van het werk van Cézanne speuren overigens veelvuldig naar metaforen in diens werken, in de wetenschap dat hij voortdurend en welbewust op zoek was naar simpele voorwerpen die in staat waren om zijn diepste gevoelens uit te drukken. Met betrekking tot Nature morte à la pendule noire wordt vaak gewezen op de dreigende sfeer die van het werk uitgaat. De tijd lijkt stilgezet, hetgeen geaccentueerd wordt door het ontbreken van wijzers op de klok. Het lijkt of er een soort memento mori-effect van uitgaat. De gapende roze schelp echter doorbreekt dat gevoel en creëert een connotatie met seksualiteit, waarvoor ze onmiskenbaar symbool staat. Ze contrasteert duidelijk met de degelijke robuuste klok, die een soort van conservatieve degelijkheid lijkt te vertegenwoordigen.

## Plaats binnen Cézannes oeuvre
Het barokke Nature morte à la pendule noir is een uniek schilderij in het oeuvre van Cézanne. Bijzonder is dat hij afziet van de door hem in deze periode veel gebruikte aardtonen. Er zit opvallend veel zwart in het schilderij, hetgeen korte tijd later door de impressionisten en ook hemzelf werd afgewezen. Ook de keuze van de luxe voorwerpen valt op, waar hij doorgaans koos voor uien, broden, hammen en later vooral fruit.
La pendule noir, samen met zijn nog klassieker uitgewerkte Stilleven met ketel (1868-1869), markeert een nieuwe stap in zijn carrière. Hij laat zijn expressieve, deels nog in de romantiek gewortelde aanpak varen en keert terug naar eenvoud en terughoudendheid. Invloeden zijn herkenbaar van Hollandse meesters uit de zeventiende eeuw, maar in de sombere tonaliteit met name ook van Édouard Manet. Dat laatste is overigens opvallend, aangezien er tussen Cézanne en Manet, niettegenstaande hun vriendschap, altijd een zekere rivaliteit heeft bestaan en Cézanne de stijl van Manet meermaals bekritiseerde. Korte tijd later zou hij deze tussenstap overigens alweer verlaten en kiezen voor een doorgaans lichter, meer impressionistisch palet, waarbij de vlakkencompositie die hem later bij uitstek zou typeren in toenemende mate zichtbaar zou worden.

## Galerij

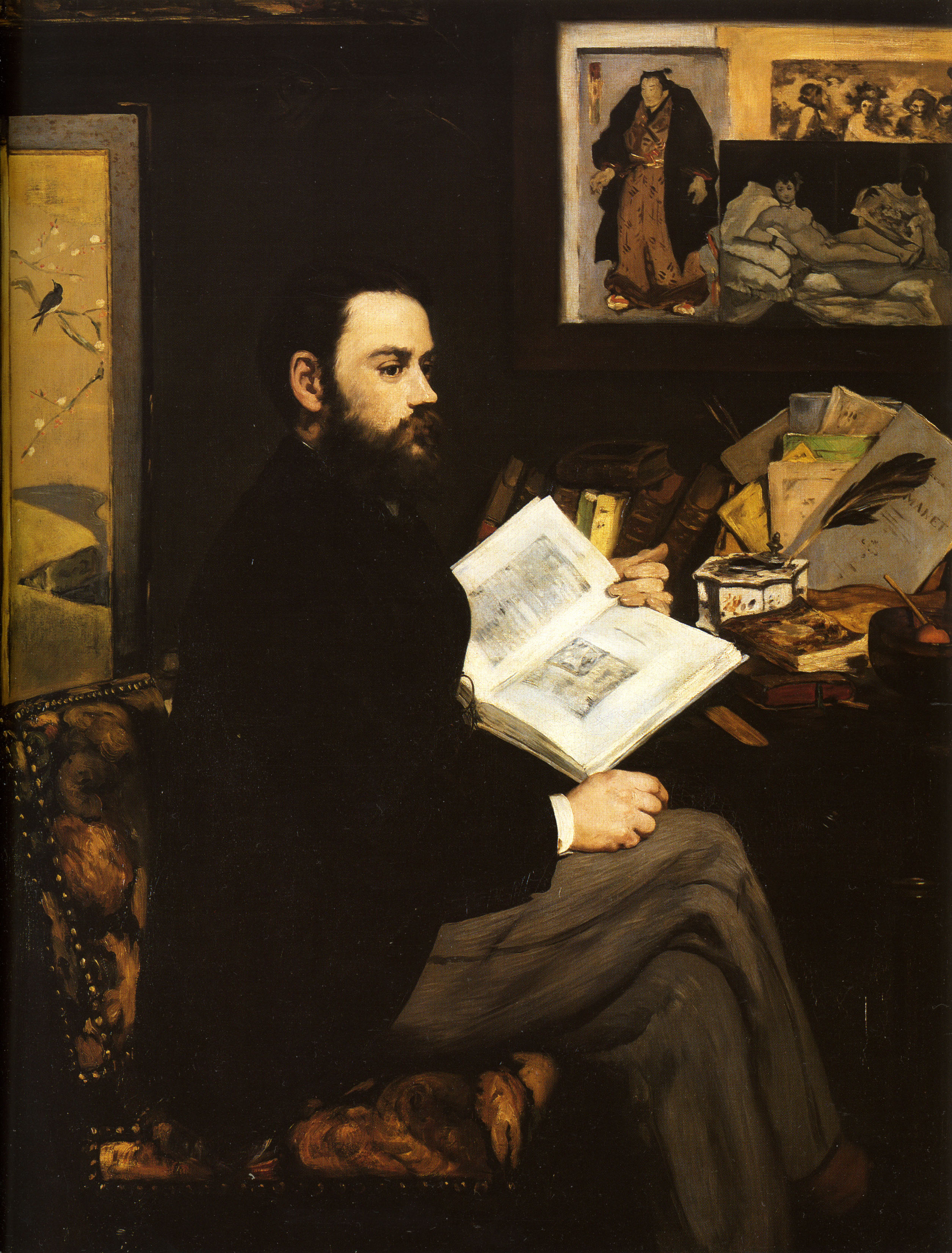
Portret van Zola door Manet, met op de tafel Zola's monstrueuze achthoekige inktpot
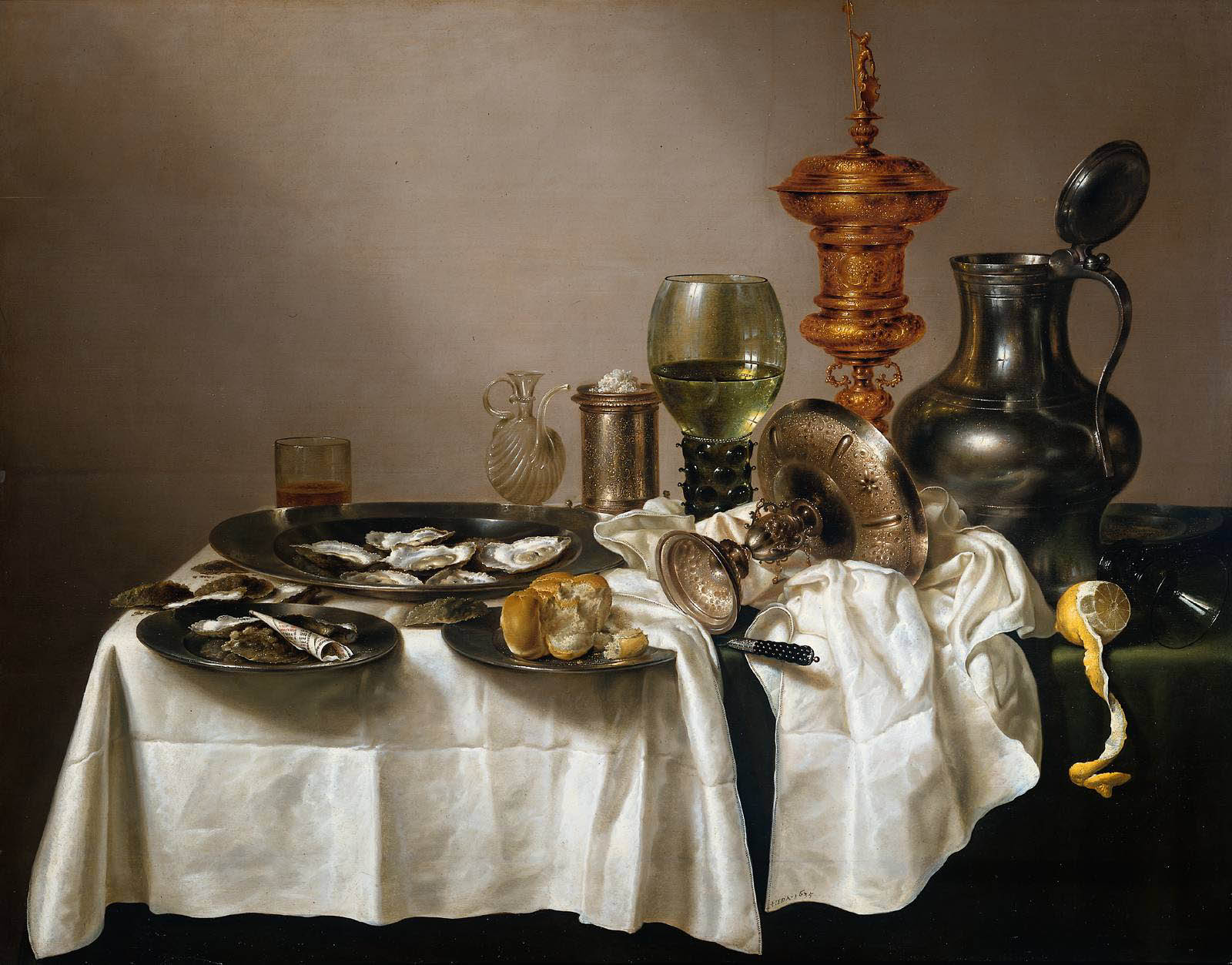
Stilleven van Willem Claesz. Heda, wiens werk door Cézanne werd bewonderd (cf. Rubin)
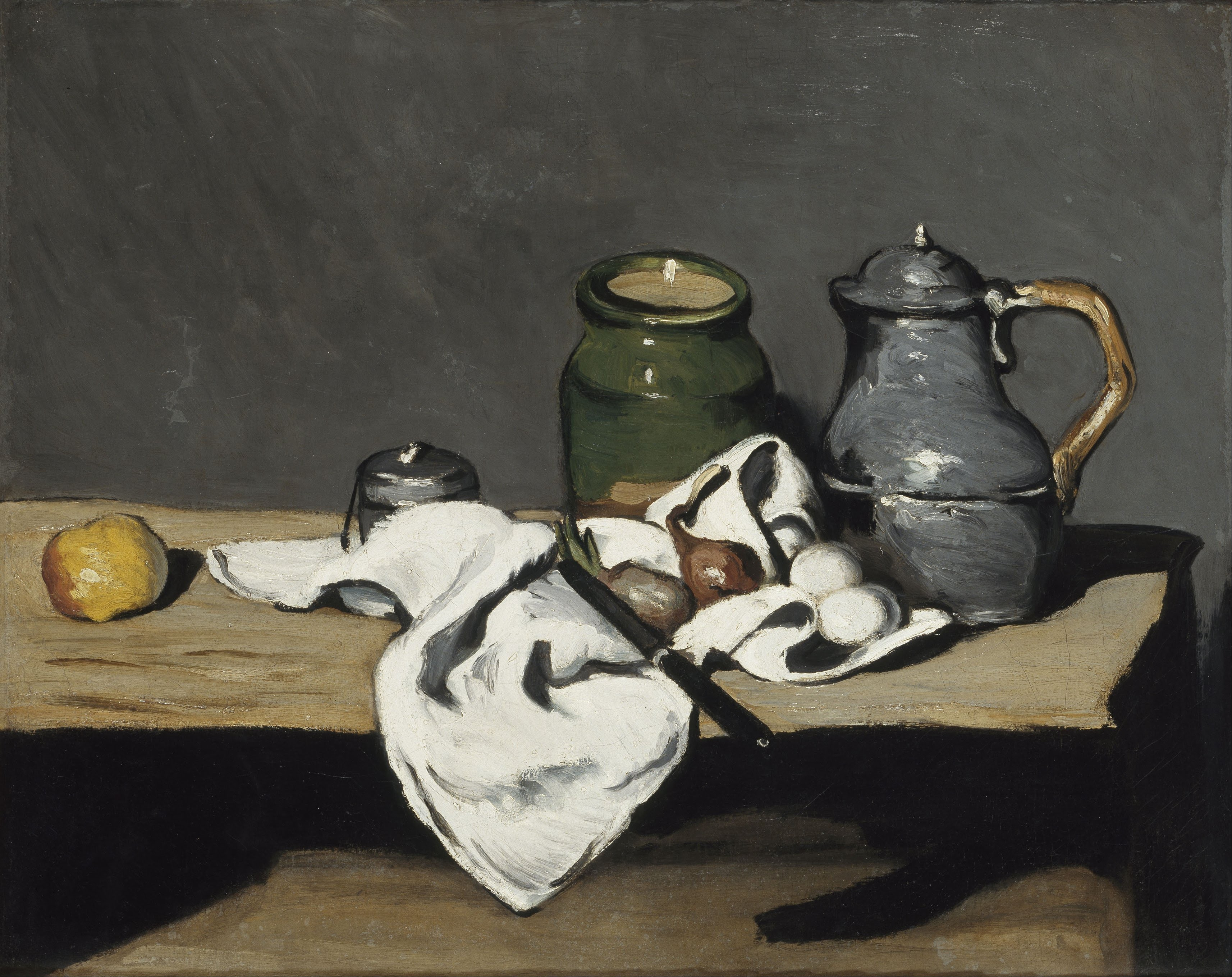
Cézannes Stilleven met ketel, vergelijkbare stijl, uit dezelfde periode